# Shorttrack-Weltmeisterschaften 1985
Die Shorttrack-Weltmeisterschaften 1985 fanden vom 15. bis zum 17. März 1985 im niederländischen Amsterdam statt. Mehrkampfweltmeister wurden die Japaner Toshinobu Kawai bei den Männern und Eiko Shishii bei den Frauen.

## Ablauf
Im Rahmen der Shorttrack-WM 1985 wurden Einzelrennen über 500, 1000, 1500 und 3000 Meter (jeweils Frauen und Männer) sowie Staffeln über 3000 Meter (Frauen) und 5000 Meter (Männer) gelaufen. Die Finalteilnehmer auf jeder Einzelstrecke erhielten gemäß ihrer Platzierung Punkte (fünf für den Sieger, drei für den Zweiten, zwei für den Dritten und einen für den Vierten), die zusammengerechnet eine Gesamtwertung ergaben. Die besten Athleten dieser Wertung nach den ersten drei gelaufenen Distanzen qualifizierten sich für das Superfinale über 3000 Meter. Die Erstplatzierten der Einzelstrecken werden von der ISU nicht als Weltmeister geführt, sondern ausschließlich die Sieger der Gesamtwertung (= des Mehrkampfes) und der Staffeln.
Die Weltmeisterschaft fand in der Jaap Edenhal in Amsterdam statt. Laut Angaben des NRC Handelsblads besuchten in drei Tagen insgesamt 3500 Besucher die Veranstaltung.
Den Mehrkampfweltmeistertitel bei den Frauen gewann die Japanerin Eiko Shishii, die auf drei von vier Einzelstrecken am schnellsten war, vor der US-amerikanischen 1000-Meter-Siegerin Bonnie Blair. Nathalie Lambert aus Kanada wurde Gesamtdritte. Bei den Männern siegte Toshinobu Kawai vor seinem japanischen Teamkollegen Tatsuyoshi Ishihara. Außerdem gewannen die Japaner beide Staffeln.

## Ergebnisse

### Frauen
| Wettbewerb         | Gold                                                                | Gold        | Silber                                                               | Silber      | Bronze                                                                                                   | Bronze      |
| Wettbewerb         | Sportlerin                                                          | Leistung    | Sportlerin                                                           | Leistung    | Sportlerin                                                                                               | Leistung    |
| ------------------ | ------------------------------------------------------------------- | ----------- | -------------------------------------------------------------------- | ----------- | --- | ----------- |
| 500 Meter          | Eiko Shishii                                                        | 0:48,89 min | Bonnie Blair                                                         | 0:49,32 min | Susan Auch                                                                                               | 0:49,35 min |
| 1000 Meter         | Eiko Shishii                                                        | 1:49,31 min | Karen Gardiner                                                       | 1:50,05 min | Bonnie Blair                                                                                             | 2:03,41 min |
| 1500 Meter         | Bonnie Blair                                                        | 2:48,28 min | Eiko Shishii                                                         | 2:48,72 min | Maryse Perreault                                                                                         | 2:49,48 min |
| 3000 Meter         | Eiko Shishii                                                        | 5:43,40 min | Nathalie Lambert                                                     | 5:46,36 min | Maryse Perreault                                                                                         | 5:46,58 min |
| Gesamtwertung      | Eiko Shishii                                                        | 18 Punkte   | Bonnie Blair                                                         | 10 Punkte   | Nathalie Lambert                                                                                         | 5 Punkte    |
| 3000-Meter-Staffel | JapanHiromi Takeuchi Eiko Shishii Tsugumi Watanabe Mariko Kinoshita | 4:53,77 min | KanadaSusan Auch Maryse Perreault Nathalie Lambert Marie-José Martin | 4:54,23 min | NiederlandeEsmeralda Ossendrijver Jolanda de Vries Simone Velzeboer Manuela Ossendrijver Ingrid Marcusse | 5:06,44 min |

### Männer
| Wettbewerb         | Gold                                                                  | Gold        | Silber                                                            | Silber      | Bronze                                                                              | Bronze      |
| Wettbewerb         | Sportler                                                              | Leistung    | Sportler                                                          | Leistung    | Sportler                                                                            | Leistung    |
| ------------------ | --------------------------------------------------------------------- | ----------- | ----------------------------------------------------------------- | ----------- | ----------------------------------------------------------------------------------- | ----------- |
| 500 Meter          | Louis Grenier                                                         | 0:45,19 min | Toshinobu Kawai                                                   | 0:45,47 min | Tatsuyoshi Ishihara                                                                 | 0:45,51 min |
| 1000 Meter         | Toshinobu Kawai                                                       | 1:38,61 min | Louis Grenier                                                     | 1:39,39 min | Michel Delisle                                                                      | 1:42,67 min |
| 1500 Meter         | Tatsuyoshi Ishihara                                                   | 2:28,06 min | Charles Veldhoven                                                 | 2:28,59 min | Toshinobu Kawai                                                                     | 2:28,69 min |
| 3000 Meter         | Tatsuyoshi Ishihara                                                   | 5:04,24 min | Toshinobu Kawai                                                   | 5:06,51 min | Charles Veldhoven                                                                   | 5:11,13 min |
| Gesamtwertung      | Toshinobu Kawai                                                       | 13 Punkte   | Tatsuyoshi Ishihara                                               | 12 Punkte   | Louis Grenier                                                                       | 8 Punkte    |
| 5000-Meter-Staffel | JapanToshinobu Kawai Tatsuyoshi Ishihara Yūichi Akasaka Kenichi Sugio | 7:47,21 min | KanadaMichel Daignault Guy Daignault Louis Grenier Michel Delisle | 7:53,18 min | Vereinigtes KönigreichSteven Humber Wilf O’Reilly Gary Rudd Stuart Pass Peter Worth | 7:55,77 min |

## Medaillenspiegel
| Platz | Land                   |   |   |   |    |
| ----- | ---------------------- | - | - | - | -- |
| 1     | Japan                  | 4 | 1 | – | 5  |
| 2     | Kanada                 | – | 2 | 2 | 4  |
| 3     | Vereinigte Staaten     | – | 1 | – | 1  |
| 4     | Niederlande            | – | – | 1 | 1  |
| 4     | Vereinigtes Königreich | – | – | 1 | 1  |
| Total | Total                  | 4 | 4 | 4 | 12 |